# Cyclisme sur route aux Jeux olympiques d'été de 2012
Pour un article plus général, voir Cyclisme aux Jeux olympiques d'été de 2012.
Navigation
Pékin 2008 Rio de Janeiro 2016
Les épreuves de cyclisme sur route des Jeux olympiques d'été de 2012 se déroulent entre le 28 juillet et le 1er août 2012 à Londres et ses environs.

## Calendrier
| Calendrier des épreuves cyclistes | Calendrier des épreuves cyclistes | Calendrier des épreuves cyclistes | Calendrier des épreuves cyclistes | Calendrier des épreuves cyclistes | Calendrier des épreuves cyclistes | Calendrier des épreuves cyclistes | Calendrier des épreuves cyclistes | Calendrier des épreuves cyclistes | Calendrier des épreuves cyclistes | Calendrier des épreuves cyclistes | Calendrier des épreuves cyclistes | Calendrier des épreuves cyclistes | Calendrier des épreuves cyclistes | Calendrier des épreuves cyclistes | Calendrier des épreuves cyclistes | Calendrier des épreuves cyclistes | Calendrier des épreuves cyclistes | Calendrier des épreuves cyclistes |
| Juillet/août 2012                 | Juillet/août 2012                 | 27                                | 28                                | 29                                | 30                                | 31                                | 1                                 | 2                                 | 3                                 | 4                                 | 5                                 | 6                                 | 7                                 | 8                                 | 9                                 | 10                                | 11                                | 12                                |
| --------------------------------- | --------------------------------- | --------------------------------- | --------------------------------- | --------------------------------- | --------------------------------- | --------------------------------- | --------------------------------- | --------------------------------- | --------------------------------- | --------------------------------- | --------------------------------- | --------------------------------- | --------------------------------- | --------------------------------- | --------------------------------- | --------------------------------- | --------------------------------- | --------------------------------- |
| Route                             |                                   |                                   | 1                                 | 1                                 |                                   |                                   | 2                                 |                                   |                                   |                                   |                                   |                                   |                                   |                                   |                                   |                                   |                                   |                                   |

|  | Jour de compétition |  | Jour de finale | 4 | Nombre de finales |

## Podiums
| Épreuve          | Médaille d'or, Jeux olympiques | Médaille d'argent, Jeux olympiques | Médaille de bronze, Jeux olympiques |
| Hommes           |                                |                                    |                                     |
| Course en ligne  | Alexandre Vinokourov (KAZ)     | Rigoberto Urán (COL)               | Alexander Kristoff (NOR)            |
| Contre-la-montre | Bradley Wiggins (GBR)          | Tony Martin (GER)                  | Christopher Froome (GBR)            |
| Femmes           |                                |                                    |                                     |
| Course en ligne  | Marianne Vos (NED)             | Elizabeth Armitstead (GBR)         | Olga Zabelinskaïa (RUS)             |
| Contre-la-montre | Kristin Armstrong (USA)        | Judith Arndt (GER)                 | Olga Zabelinskaïa (RUS)             |

## Résultats
| Classement | Coureur                    | Temps              |
| ---------- | -------------------------- | ------------------ |
| Or         | Alexandre Vinokourov (KAZ) | en 5 h 45 min 57 s |
| Argent     | Rigoberto Urán (COL)       | + 0 s              |
| Bronze     | Alexander Kristoff (NOR)   | + 8 s              |
| 4          | Taylor Phinney (USA)       | + 8 s              |
| 5          | Sergueï Lagoutine (UZB)    | + 8 s              |
| 6          | Stuart O'Grady (AUS)       | + 8 s              |
| 7          | Jürgen Roelandts (BEL)     | + 8 s              |
| 8          | Grégory Rast (SUI)         | + 8 s              |

| Classement | Coureuse                     | Temps              |
| ---------- | ---------------------------- | ------------------ |
| Or         | Marianne Vos (NED)           | en 3 h 35 min 29 s |
| Argent     | Elizabeth Armitstead (GBR)   | + 0 s              |
| Bronze     | Olga Zabelinskaïa (RUS)      | + 2 s              |
| 4          | Ina-Yoko Teutenberg (GER)    | + 27 s             |
| 5          | Giorgia Bronzini (ITA)       | + 27 s             |
| 6          | Emma Johansson (SWE)         | + 27 s             |
| 7          | Shelley Olds (USA)           | + 27 s             |
| 8          | Pauline Ferrand-Prévot (FRA) | + 27 s             |

| Classement | Coureur                  | Temps             |
| ---------- | ------------------------ | ----------------- |
| Or         | Bradley Wiggins (GBR)    | en 50 min 39 s 54 |
| Argent     | Tony Martin (GER)        | + 42 s 00         |
| Bronze     | Christopher Froome (GBR) | + 1 min 8 s 33    |
| 4          | Taylor Phinney (USA)     | + 1 min 58 s 53   |
| 5          | Marco Pinotti (ITA)      | + 2 min 9 s 74    |
| 6          | Michael Rogers (AUS)     | + 2 min 11 s 85   |
| 7          | Fabian Cancellara (SUI)  | + 2 min 14 s 17   |
| 8          | Bert Grabsch (GER)       | + 2 min 38 s 50   |

| Coureuse | Nom                     | Temps           |
| -------- | ----------------------- | --------------- |
| Or       | Kristin Armstrong (USA) | 37 min 34 s 82  |
| Argent   | Judith Arndt (GER)      | + 15 s 47       |
| Bronze   | Olga Zabelinskaïa (RUS) | + 22 s 53       |
| 4        | Linda Villumsen (NZL)   | + 24 s 36       |
| 5        | Clara Hughes (CAN)      | + 54 s 14       |
| 6        | Emma Pooley (GBR)       | + 1 min 2 s 88  |
| 7        | Amber Neben (USA)       | + 1 min 10 s 35 |
| 8        | Ellen van Dijk (NED)    | + 1 min 18 s 86 |

## Tableau des médailles
- Pays organisateur (Royaume-Uni)

| Rang  | Nation          | Or | Argent | Bronze | Total |
| ----- | --------------- | -- | ------ | ------ | ----- |
| 1     | Grande-Bretagne | 1  | 1      | 1      | 3     |
| 2     | États-Unis      | 1  | 0      | 0      | 1     |
| 2     | Kazakhstan      | 1  | 0      | 0      | 1     |
| 2     | Pays-Bas        | 1  | 0      | 0      | 1     |
| 5     | Allemagne       | 0  | 2      | 0      | 2     |
| 6     | Colombie        | 0  | 1      | 0      | 1     |
| 7     | Russie          | 0  | 0      | 2      | 2     |
| 8     | Norvège         | 0  | 0      | 1      | 1     |
| Total | Total           | 4  | 4      | 4      | 12    |